# Roberto Santamaría Ciprián
Roberto Santamaría (Pamplona, Navarra, 27 de febrero de 1985) es un exfutbolista español que jugaba como guardameta. Es hermano del también futbolista Mikel Santamaría y sobrino de Roberto, portero de Osasuna entre 1986 y 1995.

## Trayectoria
Jugador de la cantera de Osasuna, fue traspasado en el verano de 2006 a la U. D. Las Palmas, donde jugó como portero del filial, hasta que en la temporada 2007-08 alcanzó la titularidad en el primer equipo, conseguida a raíz de una lesión sufrida por su compañero Ignacio Carlos González. En su primer partido como titular en Segunda paró un penalti en el minuto 95 de juego a Canobbio, jugador del Celta, tras la repetición del mismo, indicada por el colegiado. Gracias a esto, la U. D. Las Palmas ganó por 1-0 en el Estadio de Gran Canaria, en un partido muy polémico, el 23 de febrero de 2008. Su última temporada en el conjunto canario no estuvo exenta de polémica. El guardameta pidió en repetidas ocasiones desvincularse del club amarillo a final de temporada, alegando problemas personales. Según el portero, la falta de adaptación de su familia a la isla, provocando repetidos ataques de ansiedad en su mujer, le hicieron tomar la decisión de abandonar el club al acabar la temporada. Todo esto produjo un gran conflicto entre jugador, club y afición.
Finalmente, en el verano de 2009, fue cedido por un año al Málaga C. F., de la Primera División española, equipo donde militó su tío Roberto Santamaría Calavia. Durante su estancia en el conjunto malacitano, no dispuso de oportunidades de jugar debido a la tardanza de su llegada y al buen momento de su compañero Gustavo Munúa. A pesar de su falta de oportunidades logró la titularidad en algunos partidos de Copa del Rey. A final de temporada, volvió a Las Palmas, con la que rescindió contrato el 11 de agosto de 2010. El mismo día se confirmó su fichaje por el Girona F. C. de Segunda División.
El 5 de julio de 2012 la S. D. Ponferradina hizo oficial su fichaje para la temporada 2012-13. El 12 de julio de 2014 abandonó la S. D. Ponferradina, para posteriormente fichar por C. A. Osasuna, club en el cual se había formado. Tras un solo año en Pamplona volvió a la Ponfe, club que perdería la categoría. El 5 de julio de 2016 fichó por dos temporadas por el R. C. D. Mallorca. Al final del primer año rescindió su contrato para marcharse al C. F. Reus Deportiu.
El 26 de enero de 2018 firmó hasta final de temporada por la S. D. Huesca, después de la lesión de Bardají, para competir con Álex Remiro por el puesto. En junio de 2018, tras lograr el ascenso a Primera División, renovó su contrato por una temporada más a pesar de haber jugado solo dos partidos. Comenzó la temporada como tercer portero por detrás de Werner y Jovanović, pero el 23 de diciembre debutó en Primera División en un encuentro a domicilio ante el Valencia C. F. (2-1). Sus buenas actuaciones contribuyeron, en gran medida, en la mejora del equipo.
En noviembre de 2019 fichó por el Rayo Vallecano, aunque no llegó a debutar. Tras finalizar el curso, el 1 de septiembre de 2020, firmó con la Unión Deportiva Logroñés de la Segunda División por una temporada. El 13 de julio de 2021 se incorporó a la S. D. Amorebieta que acababa de ascender a Segunda División.
El 20 de julio de 2022, se incorporó al C. D. Tudelano de Segunda Federación, donde compartiría vestuario con su hermano Mikel. Al finalizar la temporada 2023-24 dejó el fútbol profesional. Tras esta retirada se incorporó a la U. D. Barbastro como miembro de la dirección deportiva junto a Chus Herrero.

## Clubes
| Club                 | País   | Año       |
| -------------------- | ------ | --------- |
| C. A. Osasuna "B"    | España | 2005-2006 |
| U. D. Las Palmas "B" | España | 2006-2008 |
| U. D. Las Palmas     | España | 2008-2009 |
| Málaga C. F.         | España | 2009-2010 |
| Girona F. C.         | España | 2010-2012 |
| S. D. Ponferradina   | España | 2012-2014 |
| C. A. Osasuna        | España | 2014-2015 |
| S. D. Ponferradina   | España | 2015-2016 |
| R. C. D. Mallorca    | España | 2016-2017 |
| C. F. Reus Deportiu  | España | 2017-2018 |
| S. D. Huesca         | España | 2018-2019 |
| Rayo Vallecano       | España | 2019-2020 |
| U. D. Logroñés       | España | 2020-2021 |
| S. D. Amorebieta     | España | 2021-2022 |
| C. D. Tudelano       | España | 2022-2024 |